# Joguina sexual

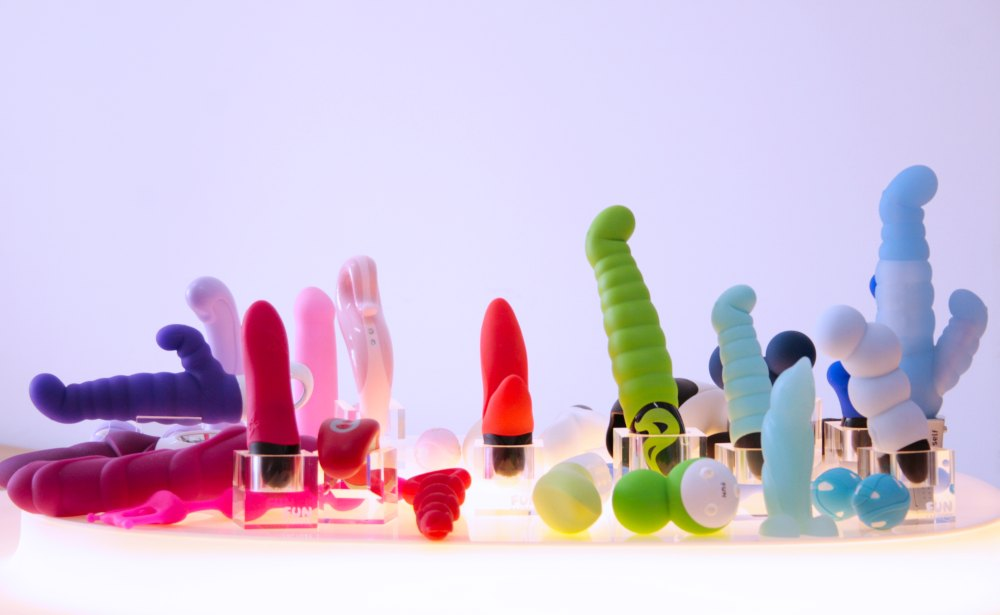
Col·lecció de joguines sexuals, amb predomini de consoladors.

Una joguina sexual és qualsevol objecte que s'ha creat, adaptat o millorat per tal de produir una sensació sexual a través de l'estimulació de les zones erògenes humanes. Si bé moltes imiten la forma dels genitals, el concepte de joguina sexual inclou tots aquells artefactes que tenen un relleu, volum o forma tals que permeten ser, o bé introduïts en orificis corporals (principalment boca, vagina o anus), o bé enganxats a altres parts del cos.
S'inclouen dins d'aquesta categoria consoladors, vibradors i altres estimuladors vaginals i anals; joguines que imiten el relleu vaginal per a l'erecció masculina, instruments fetitxistes, mobiliari sadomassoquista, i també aparells domèstics, fruites o verdures que puguin adoptar la funció d'excitament sexual.

## Història
La història de les joguines sexuals es remunta a la Xina fa 2.000-4.000 anys, quan eren fetes de jade, ossos o altres tipus de pedra. Fins al segle xix moltes d'elles estaven estretament orientades a la "regulació i control" de la dona i a complir la funció "mèdica" de curar la histèria femenina i altres mals.
A partir del segle xx es va iniciar la percepció d'algunes joguines sexuals —per exemple els vibradors— com artefactes que podien produir plaer. Si bé algunes revistes femenines en van començar a parlar, no va ser fins a la revolució sexual en què diverses joguines van canviar el paradigma de la sexualitat i es van convertir en un símbol del feminisme, de l'emancipació i alliberació respecte l'home. Fins a l'actualitat, també ha permès assolir als col·lectius heterosexual, homosexual, bisexual i queer un augment significatiu de la vida sexual i independent de la seva identitat sexual.
A partir de la dècada de 1990 i 2000, aquests artefactes van començar a incorporar bateries elèctriques, piles, comandaments a distància i altres funcionalitats tecnològiques i electròniques.

## Aplicacions mèdiques
Entre les diverses aplicacions mèdiques, en destaca la de produir plaer, així com la reducció de malalties de transmissió sexual (MTS; si s'utilitza preservatiu durant l'ús compartit de la joguina) o el reforçament de teràpies sexuals que incrementin l'excitació física —tot i que amb resultats desiguals pel que fa al desig sexual.